# 빙우 (2004년 영화)
"빙우"는 2004년에 개봉한 대한민국의 영화이다.

## 캐스팅
- 이성재 : 강중현 역
- 송승헌 : 한우성 역
- 김하늘 : 김경민 역
- 유해진 : 박인수 역
- 김정학 : 이명근 역
- 이승훈 : 시로야마 역
- 이혜상 : 이성연 역
- 이천희 : 허병훈 역
- 김진이 : 권상희 역
- 정종현 : 터널공사소장 역
- 김형찬 : 터널공사인부 역
- 이승준 : 펍남 1 역
- 김주철 : 해수욕장남
- 이정화 : 카페여종업원 역
- 김영준 (우정출연)